# Adam Brody
Adam Jared Brody (San Diego, 15 de dezembro de 1979) é um ator norte-americano, mais conhecido por interpretar Seth Cohen na série The O.C.. Apareceu nos filmes Sr. e Sra. Smith (2005), Obrigado por Fumar (2006), Na Terra das Mulheres (2007), Jennifer's Body (2009), Cop Out (2010), Scream 4 (2011), Lovelace (2013), Life Partners (2014), Sleeping with Other People (2015), StartUp (2016) e Shazam! (2019).

## Início de vida
Brody nasceu e cresceu em San Diego, na Califórnia, seus pais são Mark Brody e Valerie Brody, tem dois irmãos mais novos, os gêmeos, Sean e Matt. Brody passou sua adolescência na companhia de seus amigos e de sua paixão, o surfe. Nasceu e cresceu em uma família judia.
Brody frequentou Wangenheim Middle School e Scripps Ranch High School, recebendo "notas baixas". e cresceu no subúrbio de San Diego, onde passou seu tempo surfando  Ele disse que "praticamente viveu na praia". Brody frequentou a faculdade da comunidade por um ano, desistiu aos dezenove anos e mudou-se para Hollywood para se tornar um ator. Ele posteriormente contratou um treinador de atuação e assinou com um gerente de talentos.

## Carreira

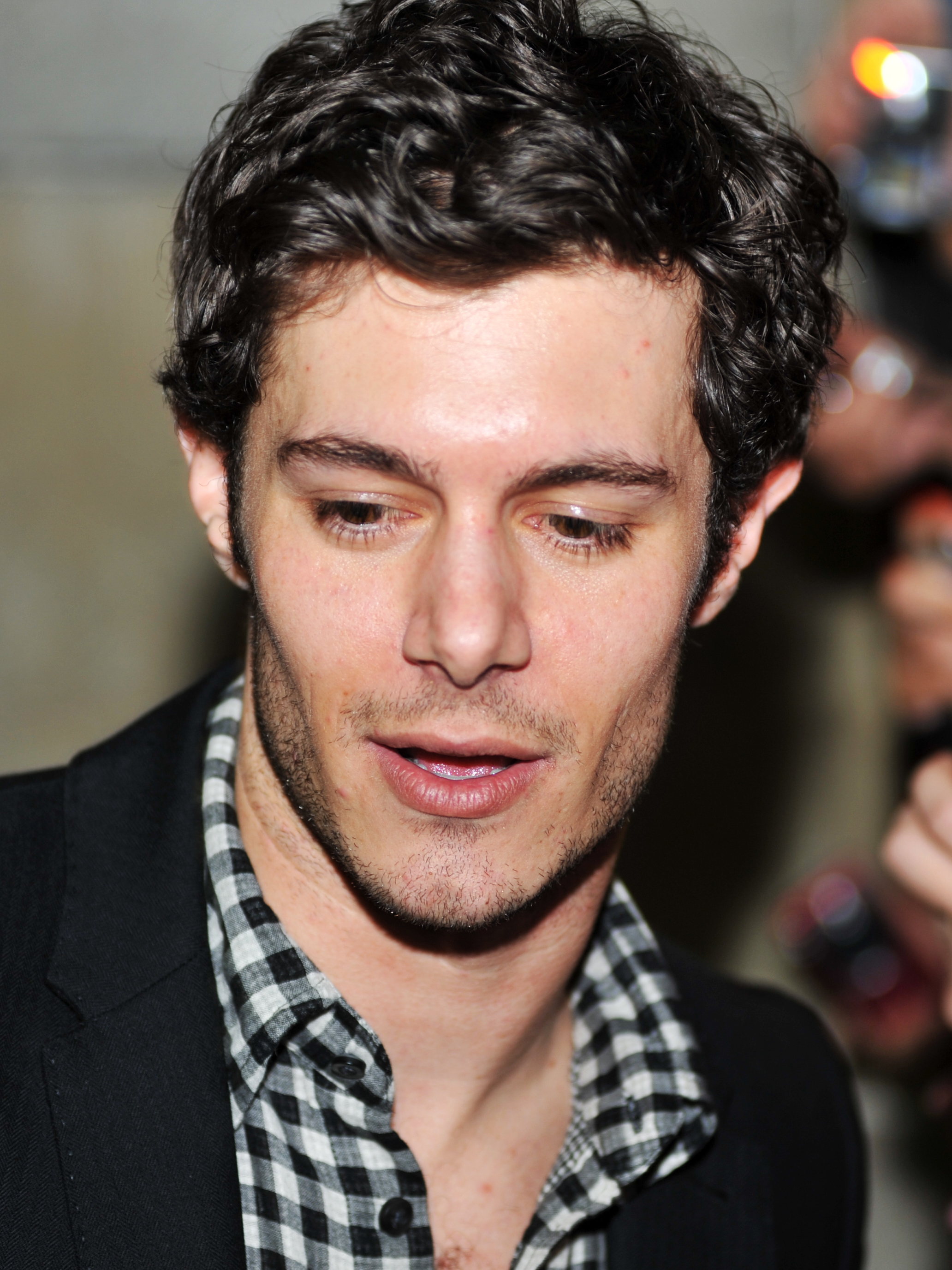
Adam Brody no Festival de Cinema de Toronto, em 2009

Após um ano de treinamento e audição, Brody conseguiu o papel de Barry Williams no filme televisivo Growing Up Brady (2000). Ele também apareceu na série de comédia canadense The Sausage Factory. Em 2001, ele desempenhou um papel menor em American Pie 2. O primeiro papel importante de Brody em uma série televisiva aconteceu em 2002, quando ele foi escalado para um papel recorrente na série de comédia dramática Gilmore Girls, retratando Dave Rygalski, colega de banda de Lane.
Em 2003, ele apareceu no filme Grind, e ao videoclipe de "Too Bad About Your Girl", de The Donnas. No mesmo ano, Brody foi escalado em seu papel como Seth Cohen na série de drama teen The O.C.. Brody é relatado para ter improvisado alguns dos diálogos de comédia do personagem. O papel o transformou em um ídolo teen, com o personagem ter sido descrito pelo Los Angeles Times como "mais sexy do geek de TV" e pelo tempo como tendo "redefinido" o personagem na tela de "sem remorso" nerd. Brody foi o primeiro homem a aparecer na capa da revista Menina Elle.
Em 2005, Brody apareceu em um papel de apoio ao lado de Angelina Jolie e Brad Pitt no filme Mr. & Mrs. Smith, e interpretou um assistente de estúdio de Hollywood na adaptação cinematográfica de Thank You for Smoking (2006). Seu próximo papel no cinema foi na comédia romântica In the Land of Women (2007), estrelada por Meg Ryan e Kristen Stewart. Brody interpretou um escritor que retorna à cidade natal de sua mãe em Michigan para cuidar de sua avó doente. Ele não teve que fazer um teste para o papel, mas foi quase incapaz de aparecer no filme por causa do agendamento de conflitos com a segunda temporada do The O.C.; o diretor do filme fez as filmagens de volta oito meses porque queria que Brody estrelasse. The O.C. terminou sua série em 2007 depois de quatro temporadas. Brody disse que ele não estava "infeliz" com o cancelamento do programa  e que embora ele estivesse "afortunado" por estar em uma série de sucesso, ele também estava feliz por "não estar nele por 10 anos".

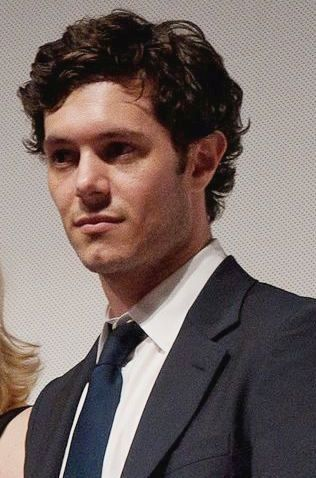
Brody no Festival Internacional de Cinema de Toronto, em 2011

Após o fim do The O.C., Brody voltou-se para uma carreira no cinema em tempo integral. No mesmo ano, Brody apareceu em papéis coadjuvantes nos filmes Smiley Face e The Ten. Em 2009, ele co-estrelou com Josh Lucas no drama de Boaz Yakin, Death in Love, e no filme de terror de Diablo Cody, Jennifer's Body, co-estrelado por Megan Fox. Em 2010, ele apareceu no filme de Kevin Smith, Cop Out, que co-estrelou Bruce Willis e Tracy Morgan, e depois em Os Românticos ao lado de Katie Holmes e Josh Duhamel. Em julho de 2010, foi anunciado que Brody conseguiu o papel do Detetive Hoss em Scream 4,, lançado em abril de 2011. Em 2011, Brody expressou Woodie na série animada da MTV, Good Vibes. No mesmo ano, Brody apareceu em The Oranges ao lado de Leighton Meester e Hugh Laurie.
Em janeiro de 2012, foi anunciado que ele havia se juntado ao elenco de Lovelace, um filme biográfico sobre a atriz pornô Linda Lovelace do final da década de 1970, dirigido por Rob Epstein e Jeffrey Friedman, e estrelado por Amanda Seyfried. Brody retratou Harry Reems. O ator co-estrelou com Meester novamente em Life Partners (2014).
Em 2015, apareceu em Sleeping with Other People, e começou a estrelar como Billy Jones na sitcom da TV Direct Billy and Billie.
Brody contracenou com Samara Weaving, Andie MacDowell e Mark O'Brien no thriller Ready or Not, dirigido por Matt Bettinelli-Olpin e Tyler Gillett para a Fox Searchlight. Também apareceu como Max Larssen no drama de oito partes Curfew, que começou em fevereiro de 2019.

## Outras obras

### Big Japan
Além de atuar, Brody é creditado como músico e escritor, afirmando que ele "escreve roteiros e músicas durante seu tempo livre". Em 2003, Brody escreveu e produziu o curta-metragem Home Security.
Em 2005, Brody, junto com Nathaniel Castro, Bret Harrison e Brad Babinski, formaram a banda de rock Big Japan, em Los Angeles, com Brody como o principal baterista. O primeiro lançamento do Big Japan, Music for Dummies, foi lançado digitalmente pela Nightshift Records em 23 de agosto de 2005. A banda tocou em bares e festivais de 2005 a 2007, como The Knitting Factory, Bamboozle Left, The Roxy, Spaceland e The Viper Room.

### Outros trabalhos
Em 2007, juntamente com Danny Bilson e Paul De Meo, co-escreveu uma minissérie de quadrinhos para a Wildstorm Comics de DC ,intitulada Red Menace. A série limitada teve seis edições e foi coletada em um paperback comercial. Desde 2010, Brody tocou bateria na banda do projeto The Shortcoats. Eles lançaram seu primeiro EP, This Time Last Year, em 4 de outubro de 2011. Sua música, "Morning, Shipwreck", que Brody co-escreveu, é apresentada na sitcom Ben and Kate e no filme de 2015 The Meddler.

## Vida pessoal
Brody namorou durante três anos (2003 a 2006) a atriz Rachel Bilson, sua colega em The O.C.. O casal terminou em 2006, e no ano de 2007 Rachel se casou. Em seguida Brody namorou durante dois anos (2009 a 2011) a atriz, cantora, roteirista e diretora Lorene Scafaria, com quem trabalhou em Seeking a Friend for the End of the World.
No fim de 2012, começou a namorar a atriz Leighton Meester, com quem atuou no filme The Oranges. O casal noivou em novembro de 2013, e se casaram em fevereiro de 2014, numa cerimônia secreta realizada no México. Juntos tiveram dois filhos: uma menina, Arlo Day Brody, nascida em 4 de agosto de 2015, e um menino nascido em setembro de 2020.

## Filmografia

### Cinema
| Ano  | Título                                        | Personagem                     | Notas          |
| ---- | --------------------------------------------- | ------------------------------ | -------------- |
| 2000 | Never Land                                    | Jack                           |                |
| 2000 | Growing Up Brady                              | Barry Williams                 |                |
| 2000 | The Silencing                                 | Karl                           |                |
| 2000 | Roadsire Assistance                           | Rusty                          |                |
| 2000 | American Pie 2 - A Segunda Vez é Ainda Melhor | Cara da Escola                 |                |
| 2002 | The Ring                                      | Kellen                         |                |
| 2003 | Home Security                                 | Greg                           | Curta-Metragem |
| 2003 | Manobras Radicais                             | Dustin Knight                  |                |
| 2003 | Em Busca da Esperança                         | Patrick Calden                 |                |
| 2005 | Sr. & Sra. Smith                              | Benjamin Danz                  |                |
| 2006 | Obrigado por Fumar                            | Jack                           |                |
| 2007 | Eu e as Mulheres                              | Carter Webb                    |                |
| 2007 | Os Novos Dez Mandamentos                      | Stephen Montgomery             |                |
| 2007 | Smiley Face                                   | Steve the Dealer               |                |
| 2008 | Death in Love                                 | Agente                         |                |
| 2009 | Jennifer´s Body                               | Nickolai Wolf                  |                |
| 2010 | O Casamento do Meu Ex                         | Jake                           |                |
| 2010 | Tiras em Apuros                               | Barry Mangold                  |                |
| 2011 | Pânico 4                                      | Detective Hoss                 |                |
| 2011 | A Filha do Meu Melhor Amigo                   | Toby Walling                   |                |
| 2011 | Damsels in Distress                           | Fred                           |                |
| 2012 | Seeking a Friend for the End of the World     | Owen                           |                |
| 2012 | Vingança por Jolly                            | Danny Fidazzo                  |                |
| 2013 | Welcome to the Jungle                         | Chris                          |                |
| 2013 | Lovelace                                      | Harry Reems                    |                |
| 2013 | Baggage Claim                                 | Sam                            |                |
| 2014 | Life Partners                                 | Tim                            |                |
| 2014 | Think Like a Man Too                          | Isaac                          |                |
| 2016 | Yoga Hosers                                   | Ichabod                        |                |
| 2016 | Showing Roots                                 | Bud                            |                |
| 2017 | CHiPs                                         | Clay Allen                     |                |
| 2017 | Big Bear                                      | Eric                           |                |
| 2018 | Isabelle                                      | Matt Kane                      |                |
| 2019 | Jay and Silent Bob Reboot                     | Vendedor Chronic-Con Hot Topic |                |
| 2019 | Shazam                                        | Shazam Jr.                     |                |
| 2019 | Ready or Not                                  | Daniel Le Domas                |                |
| 2020 | The Kid Detective                             | Abe Applebaum                  |                |
| 2020 | Promising Young Woman                         | Jerry                          |                |
| 2020 | The Last Blockbuster                          | Ele mesmo                      |                |
| 2022 | Scream                                        | Partygoer                      | Voz            |
| 2022 | My Father's Dragon                            | Bob                            | Voz            |
| 2023 | Shazam! Fury of the Gods                      | Freddy Freeman (adulto)        |                |
| 2023 | River Wild                                    | Trevor                         |                |
| 2023 | American Fiction                              | Wiley Valdespino               |                |
| 2024 | The Gutter                                    | Inspetor de Construção         |                |

### Televisão
| Ano       | Título                  | Personagem          | Notas                                                   |
| --------- | ----------------------- | ------------------- | ------------------------------------------------------- |
| 1999      | The Amanda Show         | Greg Brady          | Episódio; ''Quando o ataque de Brady''                  |
| 2000      | Growing Up Brady        | Barry Williams      | Filme de Televisão                                      |
| 2000      | City Guys               | Cliente             | Episódio; ''Makin 'Up é dificil de fazer''              |
| 2000      | Undressed               | Lucas               | 3 Episódios                                             |
| 2000      | Judging Amy             | Barry Gilmore       | Episódio; ''Romeu e Julieta devem morrer''              |
| 2000-2001 | Once and Again          | Coop                | 3 Episódios                                             |
| 2000-2002 | The Sausage Factory     | Zack Altman         | 13 Episódios                                            |
| 2001-2004 | Grounded for Life       | Brian               | 2 Episódios                                             |
| 2002      | Smallvillle             | Justin Gaines       | Episódio; ''Crush''                                     |
| 2002-2003 | Gilmore Girls           | Dave Rygalski       | 9 Episódios                                             |
| 2003-2007 | The O.C.                | Seth Cohen          | 92 Episódios                                            |
| 2004      | MADtv                   | Seth Cohen          | Episódios 9 e 22                                        |
| 2006      | The Loop                | Keith MacDonald     | Episódio; ''O Trombone Enferrujado''                    |
| 2011      | Good Vibes              | Woodie              | Voz do Woodie                                           |
| 2013      | Kroll Show              | Joel Faizon         | Episódio; ''Encontro no Gelo''                          |
| 2013      | House of Lies           | Nate Hyatt          | 3 Episódios                                             |
| 2013      | The League              | Ted Rappaport       | 4 Episódios                                             |
| 2013      | Burning Love            | Max                 | 10 Episódios                                            |
| 2014      | New Girl                | Berkley             | Episódio; ''Exes''                                      |
| 2015      | Billy e Billie          | Billy Jones         | 11 Episódios                                            |
| 2016-2018 | StartUp                 | Nick Talman         | 30 Episódios                                            |
| 2018      | Urban Myths             | Jack Lemmon         | Episódio; ''Marilyn Monroe e Billy Wilder''             |
| 2019      | Single Parents          | Derek               | Convidado (temporada 1); papel recorrente (temporada 2) |
| 2019      | Curfew                  | Max Larssen         | 4 episódios                                             |
| 2020      | Mrs. America            | Marc Feigen Fasteau | Episódio: "Phyllis & Fred & Brenda & Marc"              |
| 2022      | Fleishman Is in Trouble | Seth Morris         | Minissérie; elenco principal                            |
| 2024      | Nobody Wants This       | Noah                | Elenco principal                                        |